# Демпинг-синдром
Демпинг-синдром (от англ. dumping — сброс) —  синдром, заключающийся в ускоренном перемещении содержимого желудка в кишечник без надлежащего переваривания. Является частым осложнением хирургических вмешательств на желудке, таких как резекция желудка по Бильрот II, бариатрические операции или ваготомия с антрумэктомией. Наблюдается у 10-30 % больных.

## Этиология и патогенез
Пусковым механизмом демпинг-синдрома считается быстрый переход недостаточно переваренной, концентрированной, преимущественно углеводной пищи из желудка в кишечник. Неадекватное химическое, физическое и осмотическое раздражение слизистой тонкой кишки химусом приводит к резкому увеличению кровотока в кишке. Последнее сопровождается значительным перераспределением крови: уменьшается кровоснабжение мозга, нижних конечностей, увеличивается кровоток в печени. Возникает гиповолемия, что обусловливает возбуждение симпато-адреналовой системы и поступление в кровь катехоламинов. В ряде случаев возможно возбуждение парасимпатической нервной системы, что сопровождается поступлением в кровоток ацетилхолина, серотонина, кининов.
В изменениях моторики тонкой кишки при демпинг-синдроме важную роль играют гормоны тонкой кишки. На высоте демпинг-реакции происходит дегрануляция эндокринных клеток АПУД-системы и освобождение гормонов мотилина, нейротензина и энтероглюкагона.

### Осмотическая теория
Согласно этой теории основной причиной возникновения демпинг-синдрома является снижение объёма циркулирующей плазмы вследствие перехода из кровеносного русла и межклеточного пространства в просвет тонкой кишки большого количества жидкости.

## Симптоматика
Для клинической картины демпинг-синдрома характерно возникновение приступов общей слабости во время приема еды или в течение первых 15-20 минут после неё. Приступ начинается с ощущения полноты в эпигастрии и сопровождается ощущением жара, который разливается по верхней половине туловища. Резко увеличивается потоотделение, возникает утомление, сонливость, головокружение, шум в ушах, дрожание конечностей, ухудшение зрения. Эти симптомы достигают иногда такой интенсивности, что больной вынужден лечь. Иногда наблюдаются потери сознания, чаще в первые месяцы после операции. Приступы сопровождаются тахикардией, иногда одышкой, головной болью, парестезиями верхних и нижних конечностей, полиурией или вазомоторным ринитом. В конце приступа или через некоторое время после него больные часто отмечают урчание в животе и понос.
Наиболее часто провоцирующим фактором демпинг-синдрома бывает углеводная или молочная пища. В период между приступами больные жалуются на быструю утомляемость, разбитость, снижение памяти, работоспособности, изменения настроения, раздражительность, апатию.
Так же возможна резкая потеря сознания, падение.

## Классификация
3 степени тяжести (легкая, средняя, тяжелая).
Легкая степень – приступы 1-2 раза в месяц после нарушения диеты. Длятся 20-30 минут, купируются самостоятельно. Иногда диарея.
Средняя тяжесть  - приступы 3-4 раза в неделю длительностью от 1 до 1,5 ч; тахикардия, повышенное системное АД, снижение диастолического давления, изменения МОК, диарея, нарушен жировой, белковый, углеводный обмены, снижение работоспособности, появляется канцерофобия. Больные вспыльчивы, агрессивны, плохо спят.
На ЭКГ: понижение вольтажа зубцов.
Нарушен обмен Na+, K+, Cl-, Ca2+, потеря веса, анемия.
Тяжелая степень - не могут есть сидя, приступы 2,5-3 часа после любого приема пищи. Может быть потеря сознания, коллаптоидное состояние, нарушение обмена веществ, кахексия.

## Диагностика
- сбор анамнеза - указание на хирургическое вмешательство на желудке;
- жалобы больного на приступы после приема углеводной или молочной пищи;
- демпинг-проба - измерение АД и ЧСС до и после приема пищи;
- при ФГС – большой диаметр гастроэнтероанастомоза. Он обычно имеет округлую форму (в N – щелевидный)
- Нарушен обмен Na+, K+, Cl-, Ca2+
- анемия
- резкое снижение ЦВД
- рентгенологическое исследование желудка с бариевым контрастом- усиленная (широкой струёй за 5-15 минут) эвакуация бария через анастомоз, расширение отводящей петли и быстрое продвижение контрастного вещества в дистальные отделы тонкой кишки.

## Пример формулировки диагноза
Болезнь оперированного желудка: демпинг-синдром 2 ст.

## Лечение
1-2 ст. - консервативно
3 ст. – оперативное лечение (гастроеюнодуоденостомия)
Консервативная терапия
1) Диетотерапия: прием пищи 6 раз в сутки малыми порциями. Раздельное употребление жидкой и твердой пищи. Сначала – второе блюдо, через 30 минут – первое. Пища должна быть не горячая (чтобы не ускорять эвакуацию). Рекомендуется за 30 минут до приема пищи – стакан томатного сока чтобы возбудить гидрокинетическую фазу секреции (панкреатический сок).
Снизить количество углеводов, сахар заменить сорбитом. Ограничить жирную пищу. После еды лечь в постель на 30 минут.
2) Общеукрепляющая терапия
- глюкоза с инсулином
- витамин В1 6% - 1 ml;
- витамин В12 по 2000 мкг/сут;
- витамин В6 5% - 1 ml;
- никотиновая кислота 1% - мл.
- переливание плазмы, альбумина, эритроцитов, плазмозаменителей (ГЭК, осмотически активные растворы).
3) Заместительная терапия: натуральным желудочным соком до или во время еды (1 столовая ложка на 1/3 стакана воды), ферменты - пепсин, панкреатин, панзинорм, креон.
4) Седативная терапия: элениум, реланиум, седуксен, триоксазин, аминазин, барбитураты
5) Замедление моторики 12-ти перстной кишки: за 30 минут до приема пищи  - 0,5 мл. 0,1% раствора атропина подкожно
6) В случае кахексии – кортикостероиды, анаболики
Хирургическое лечение
Показания к операции: демпинг-синдром тяжёлой степени в случае неэффективности лечебного питания и длительного комплексного медикаментозного лечения.
Оперативное вмешательство заключается в редуоденизации с гастроеюнодуоденопластикой. Тонкокишечный трансплантат замедляет опорожнение культи желудка, включение двенадцатиперстной кишки улучшает пищеварение и у ряда больных может уменьшить интенсивность демпинг-реакции.